# José María Latorre
José María Latorre Fortuño (Zaragoza, 19 de setembro de 1945 − 14 de novembro de 2014) foi um autor de guiões para o cinema e televisão, crítico cinematográfico e escritor de terror e suspense espanhol.
Com mais de trinta títulos publicados, sua escritura caracteriza-se por seu estilo sóbrio e uma linguagem cuidada e concisa, fundamental para criar ambientes opressivos, em que nenhum detalhe sobra.

## Antologias
- Aquelarre. Antología do conto de terror espanhol actual. Contos de Alfredo Álamo, Matías Candeira, Santiago Eximeno, Cristina Fernández Cubas, David Jasso, José María Latorre, Alberto López Aroca, Lorenzo Luengo, Ángel Olgoso, Félix Palma, Pilar Pedraza, Juan José Plans, Miguel Ponte, Marc R. Soto, Norberto Luis Romero, Care Santos, José Carlos Somoza, José María Tamparillas, David Torres, José Miguel Vilar-Bou e Marian Womack. Salto de Página, Madri, 2010; edição de Antonio Rómar e Pablo Mazo Agüero). ISBN 978-84-15065-02-9